# Monroe (Washington)
Monroe es una ciudad ubicada en el condado de Snohomish, estado de Washington, Estados Unidos. Tiene una población estimada, a mediados de 2021, de 20 209 habitantes.
Está situada en la región del valle de Skykomish, conocida comúnmente como Sky Valley, en la confluencia de los ríos Skykomish, Snohomish y Snoqualmie. 

## Geografía
La localidad está ubicada en las coordenadas 47°51′35″N 121°59′2″O / 47.85972, -121.98389 (47.859792, -121.984013).

## Demografía
Según la Oficina del Censo, en 2000 los ingresos medios de los hogares de la localidad eran de $50,390 y los ingresos medios de las familias eran de $55,793. Los hombres tenían ingresos medios por $39,847 frente a los $31,633 que percibían las mujeres. Los ingresos per cápita para la localidad eran de $18,912. Alrededor del 8.9% de la población estaba por debajo del umbral de pobreza.
De acuerdo con la estimación 2016-2020 de la Oficina del Censo, los ingresos medios de los hogares de la localidad son de $88,683 y los ingresos medios de las familias son de $92,188. Los ingresos per cápita en los últimos doce meses, medidos en dólares de 2020, son de $29,664. Alrededor del 7.5% de la población está por debajo del umbral de pobreza.